# Stjepan Postum
Stjepan Postum ili Postuhmni (1236. – 10. travnja 1271.), nepriznati ugarski kraljević iz dinastije Arpadovića, najmlađi sin hrvatsko-ugarskog kralja Andrije II. (1205. – 1235.) i njegove treće supruge Beatrice d'Este. Rodio se nakon očeve smrti, pa su mu starija braća, kralj Bela IV. (1235. – 1270.) i herceg Koloman osporavala pravo na dinastičke i kneževske časti, smatrajući ga plodom kraljičine nevjere s palatinom i banom Dionizijem. Zbog toga je živio u progonstvu, prvo u Njemačkoj, a zatim u Veneciji, gdje je Beatrice stavila sina i sebe popd duždevu zaštitu.
Godine 1242. kralj Bela IV. se zaratio s Mletačkom Republikom zbog grada Zadra, koji je želio preoteti Veneciji. Međutim, vojska hrvatskog hercega i bana Dionizija bila je ljeti 1243. potučena pred Zadrom, te se Bela mirom u slavonskom gradu Glažu 1244. godine, odrekao prava na Zadar, a dužd se obavezao da neće podupirati "nekog Lombarda" Stjepana, "tobožnjeg sina kralja Andrije", koji je tada živio u Veneciji i za koga je njegova majka, kraljica Beatrica tražila poslije Kolomanove smrti hrvatsko herceštvo.
Godine 1263. Stjepan se, u izbjeglištvu u Venciji, oženio mletačkom plemkinjom Tomasinom Morossini (o.1250. – 1300.) s kojom je imao sina Andriju (rođ. o. 1265.), budućeg hrvatsko-ugarskog kralja s kojim se ugasila dinastija Arpadovića u muškoj lozi.
Poslije smrti brata Bele IV. 1270. godine, Stjepan Postum je ponovno zatražio svoje kraljevsko i herceško pravo te je stvorio savez s češkim kraljem Premyslom Otakarom II. koji mu je trebao pomoći da zadobije svoja baštinska prava u Ugarskoj i Hrvatskoj. Međutim, nakon što se češki kralj nakon vojnog sukoba s hrvatsko-ugarskim kraljem Stjepanom V. odrekao zahtjeva na Austriju sa Štajerskom, Koruškom i Kranjskom, obećao je i da će prekinuti savezništvo sa Stjepanom Postumom, sinom kralja Andrije II.
U međuvremenu je Stjepan Postum umro u Veneciji 1271. godine, ostavivši iza sebe udovicu Tomasinu Morossini i maloljetnog sina Andriju "Mlečanina".